# Hevisaurus
Hevisaurus és una banda finlandesa de heavy metal que es va formar l'any 2009 amb música adreçada als infants. Els membres del grup són coneguts per actuar amb disfresses de dinosaures. La seva primera gira va començar al Tavastia Club de Hèlsinki el 22 de novembre de 2009.
Hevisaurus ha venut més de 170.000 còpies dels seus àlbums només a Finlàndia. També es poden trobar versions dels àlbums en castellà, hongarès, suec i alemany.

## Història
Després d'assistir a un concert de música infantil amb els seus propis fills, el bateria del grup de power metal Thunderstone, Mirka Rantanen, va decidir crear una banda de heavy metal per a infants. Rantanen i els seus amics de la comunitat finlandesa metalhead van començar a escriure i gravar cançons.
Segons la llegenda, cinc ous de dinosaure fets de metall van sobreviure a l'extinció massiva fa uns 65 milions d'anys a la muntanya dels mags. L'any 2009, les bruixes es van reunir al mateix lloc. Un llamp gegant va colpejar el terra i va desvelar els ous. Amb el poder dels càntics de les bruixes, els ous van esclatar i van néixer cinc hevisaurus.
L'àlbum Hirmuliskojen Yö («Nit dels dinosaures») va ser el segon àlbum més venut a Finlàndia l'any 2010, i la banda va rebre el premi al millor àlbum infantil Emma (equivalent finlandès als Grammy).
The Dudesons i Hevisaurus van inaugurar un parc d'atraccions cobert a Oulu l'abril de 2013. El grup també té el seu propi videojoc per a dispositius Android i iOS que es va publicar el 2013. La pel·lícula Hevisaurus va ser produïda per Solar Films la tardor de 2014 i es va estrenar a finals de 2015.
Hevisaurus té la seva foto a les parets del Hard Rock Café i també s'ha inclòs a la seva base de dades internacional d'artistes. Són la segona banda finlandesa, després d'Amorphis, que han rebut aquest honor.
A principis de 2011, Mirka Rantanen, el bateria i un dels membres fundadors del grup, va pledejar amb Sony Music Entertainment sobre els drets d'autor i les marques registrades dels personatges. Rantanen va formar una banda alternativa anomenada, Sauruxet, amb músics que havien tocat en directe amb Hevisaurus. Finalment, el tribunal va condemnar Sauruxet a pagar al segell discogràfic 100.000 euros i les despeses del judici atès que els documents legals establien que els drets dels personatges sempre havien pertangut a Sony Music Entertainment.

## Membres
- Herra Hevisaurus (Mr. Hevisaurus) - veu
- Milli Pilli - teclat
- Komppi Momppi - bateria
- Riffi Raffi – guitarra
- Muffi Puffi - baix

## Discografia

### Àlbums
- Jurahevin kuninkaat (2009)
- Hirmuliskojen yö (2010)
- Räyh! (2011)
- Räyhällistä joulua (2011)
- Kadonneen Louhikäärmeen arvoitus (2012)
- Vihreä vallankumous (2013)
- Soittakaa Juranoid! (2015)
- Mikä minusta tulee isona? (2017)
- Bändikouluun! (2019)

### Recopilacions
- Jurahevin Ikivihreät (2014)